# کرین بای
کرین بای (انگلیسی: Karyn Bye-Dietz؛ زادهٔ ۱۸ مهٔ ۱۹۷۱) بازیکن هاکی روی یخ اهل ایالات متحده آمریکا بود.